# Katharina Bosse
Katharina Bosse (* 28. května 1968, Turku) je finská portrétní fotografka. Její dílo je zahrnuto ve sbírkách Muzea umění Houston, Centre Georges Pompidou v Paříži a Muzea moderního umění v New Yorku.

## Publikace
Jsou uvedena pouze první vydání.
- A Portrait of the Artst as a Young Mother, Galerie Anne Barrault, Paříž, 2009[4]
- New Burlesque, éditions Filigranes, Paříž, 2003, D.A.P.
- Surface Tension, Hamburk, Německo, 2000
- Fashion-Body-Fashion, Photographs of a century, Museum für Kunst und Gewerbe, Hamburk, Německo, 2000
- The Betrayal of the Model, Trends and Sensibility in Contemporary Photography, Semaines Européennes de l'Image, Le Havre, Luxembursko
- Dudelange, 2000
- Insight Out, Landscape and Interior in Contemporary Photography, Éditions Stemmle, Curych - New York, 1999
- Signe, Galerie Lukas & Hoffmann, Kolín, Německo, 1997
- Contemporary German Photography (Současná německá fotografie), Taschen, Kolín, Německo, 1997
- Surroundings, Muzeum Fridericianum, Kassel, Německo, 1995